# Calificările pentru Campionatul Mondial de Fotbal 2022 (AFC)
Calificările pentru Campionatul Mondial FIFA 2022 decid 31 din cele 32 de echipe care vor juca la Cupa Mondială, cu gazdele, Qatar, calificată automat. Toate cele 210 asociații membre FIFA sunt eligibile pentru a intra în procesul de calificare.
Tragerea pentru calificări este programată să aibă loc la 17 iulie 2019. Cu toate acestea, calificările au fost deschise cu o lună mai devreme, cu jucătorul mongol Norjmoogiin Tsedenbal marcând primul gol din calificări la 6 iunie 2019. 

## Format
Structura de calificare este următoarea:
- Prima rundă: Cel mai jos echipe clasate vor juca acasă-și-în deplasare pentru a reduce numărul total de echipe la 40.
- Runda secundă: Cele 40 de echipe vor fi împărțite în opt grupe de câte cinci pentru a juca acasă-și-în deplasare, se califică cele opt câștigătoare de grupe plus cele mai bune 4 de pe locul doi vor avansa în runda a treia calificărilor pentru Campionatul Mondial de Fotbal și se vor califica în finala Cupa Asiei AFC.
- A treia rundă:
- A patra rundă:

## Echipele Eligibile
Toate cele 46 de echipe naționale AFC care sunt membre FIFA sunt eligibile pentru a intra.
| Concurează în prima rundă (Locurile de la 1 la 34) | Trec direct în runda secundă (Locurile de la 35 la 46) |
| --- | --- |
| 1. Iran (21) 2. Japonia (26) 3. Coreea de Sud (37) 4. Australia (41) 5. Qatar (55) 6. Emiratele Arabe Unite (67) 7. Arabia Saudită (72) 8. China (74) 9. Irak (76) 10. Siria (83) 11. Uzbekistan (85) 12. Liban (86) 13. Oman (86) 14. Kârgâzstan (95) 15. Iordania (97) 16. Vietnam (98) 17. Palestina (99) 18. India (101) 19. Bahrain (111) 20. Thailanda (114) 21. Tadjikistan (120) 22. Coreea de Nord (121) 23. Filipine (124) 24. Taipeiul Chinez (125) 25. Turkmenistan (136) 26. Myanmar (140) 27. Hong Kong (141) 28. Yemen (146) 29. Afganistan (149) 30. Maldive (151) 31. Kuweit (156) 32. Indonezia (159) 33. Singapore (160) 34. Nepal (161) | 1. Malaysia (168) 2. Cambodgia (173) 3. Macao (183) 4. Laos (184) 5. Bhutan (186) 6. Mongolia (187) 7. Bangladesh (188) 8. Guam (193) 9. Brunei (194) 10. Timorul de Est (195) 11. Pakistan (200) 12. Sri Lanka (202) |

## Turul al doilea
Tragerea la sorti pentru grupele celui de-al doilea tur va avea loc pe 17 iulie 2019 la sediul AFC din Kuala Lumpur, Malaysia. Cele cinci urne s-au format pe baza pozitiei in clasamentul FIFA din iunie 2019.
| Pot 1 | Pot 2 | Pot 3 |
| --- | --- | --- |
| 1. Iran (20) 2. Japan (28) 3. South Korea (37) 4. Australia (43) 5. Qatar (55) 6. United Arab Emirates (67) 7. Saudi Arabia (69) 8. China PR (73) | 1. Iraq (77) 2. Uzbekistan (82) 3. Syria (85) 4. Oman (86) 5. Lebanon (86) 6. Kyrgyzstan (95) 7. Vietnam (96) 8. Jordan (98)                  | 1. Palestine (100) 2. India (101) 3. Bahrain (110) 4. Thailand (116) 5. Tajikistan (120) 6. North Korea (122) 7. Chinese Taipei (125) 8. Philippines (126) |
| Pot 4 | Pot 5 | |
| 1. Turkmenistan (135) 2. Myanmar (138) 3. Hong Kong (141) 4. Yemen (144) 5. Afghanistan (149) 6. Maldives (151) 7. Kuwait (156) 8. Malaysia (159) | 1. Indonesia (160) 2. Singapore (162) 3. Nepal (165) 4. Cambodia (169) 5. Bangladesh (183) 6. Mongolia (187) 7. Guam (190) 8. Sri Lanka (201) | |

## Program
Orarul competiției este după cum urmează.
| Rundă        | Zi de meci    | Data               |
| ------------ | ------------- | ------------------ |
| Prima rundă  | Tur           | 6-7 iunie 2019     |
| Prima rundă  | Retur         | 11 iunie 2019      |
| A doua rundă | Zi de meci 1  | 5 septembrie 2019  |
| A doua rundă | Zi de meci 2  | 10 septembrie 2019 |
| A doua rundă | Zi de meci 3  | 10 octombrie 2019  |
| A doua rundă | Zi de meci 4  |                    |
| A doua rundă | Zi de meci 5  |                    |
| A doua rundă | Zi de meci 6  |                    |
| A doua rundă | Zi de meci 7  |                    |
| A doua rundă | Zi de meci 8  |                    |
| A doua rundă | Zi de meci 9  |                    |
| A doua rundă | Zi de meci 10 |                    |

| Rundă         | Zi de meci    | Data |
| ------------- | ------------- | ---- |
| Runda a treia | Zi de meci 1  |      |
| Runda a treia | Zi de meci 2  |      |
| Runda a treia | Zi de meci 3  |      |
| Runda a treia | Zi de meci 4  |      |
| Runda a treia | Zi de meci 5  |      |
| Runda a treia | Zi de meci 6  |      |
| Runda a treia | Zi de meci 7  |      |
| Runda a treia | Zi de meci 8  |      |
| Runda a treia | Zi de meci 9  |      |
| Runda a treia | Zi de meci 10 |      |
| Runda a patra | Tur           |      |
| Runda a patra | Retur         |      |

## Prima rundă
Tragerea la sorți pentru prima rundă va avea loc pe 17 aprilie 2019 la sediul AFC din Kuala Lumpur, Malaezia.

### Meciurile
| Echipa #1 | Total | Echipa #2      | Tur | Retur             |
| --------- | ----- | -------------- | --- | ----------------- |
| Mongolia  | 3–2   | Brunei         | 2–0 | 1–2               |
| Macao     | 1–3   | Sri Lanka      | 1–0 | 0–3 La masa verde |
| Laos      | 0–1   | Bangladesh     | 0–1 | 0–0               |
| Malaysia  | 12–2  | Timorul de Est | 7–1 | 5–1               |
| Cambodgia | 4–1   | Pakistan       | 2–0 | 2–1               |
| Bhutan    | 1–5   | Guam           | 1–0 | 0–5               |

## A doua rundă
Tragerea la sorți pentru a doua rundă va avea loc pe 17 iulie 2019

### Grupele

#### Grupa A
| Echipa   | MJ | V | E | Î | GM | GP | G   | Pct |
| -------- | -- | - | - | - | -- | -- | --- | --- |
| Siria    | 5  | 5 | 0 | 0 | 14 | 4  | +10 | 15  |
| China    | 4  | 2 | 1 | 1 | 13 | 2  | +11 | 7   |
| Filipine | 5  | 2 | 1 | 2 | 8  | 8  | 0   | 7   |
| Maldive  | 5  | 2 | 0 | 3 | 6  | 10 | −4  | 6   |
| Guam     | 5  | 0 | 0 | 5 | 2  | 19 | −17 | 0   |

#### Grupa B
| Echipa          | MJ | V | E | Î | GM | GP | G   | Pct |
| --------------- | -- | - | - | - | -- | -- | --- | --- |
| Australia       | 4  | 4 | 0 | 0 | 16 | 1  | +15 | 12  |
| Kuweit          | 5  | 3 | 1 | 1 | 17 | 3  | +14 | 10  |
| Iordania        | 5  | 3 | 1 | 1 | 10 | 2  | +8  | 10  |
| Nepal           | 5  | 1 | 0 | 4 | 2  | 16 | −14 | 3   |
| Taipeiul Chinez | 5  | 0 | 0 | 5 | 2  | 25 | −23 | 0   |

#### Grupa C
| Echipa    | MJ | V | E | Î | GM | GP | G   | Pct |
| --------- | -- | - | - | - | -- | -- | --- | --- |
| Irak      | 5  | 3 | 2 | 0 | 9  | 2  | +7  | 11  |
| Bahrain   | 5  | 2 | 3 | 0 | 3  | 1  | +2  | 9   |
| Iran      | 4  | 2 | 0 | 2 | 17 | 3  | +14 | 6   |
| Hong Kong | 5  | 1 | 2 | 2 | 3  | 5  | −2  | 5   |
| Cambodgia | 5  | 0 | 1 | 4 | 1  | 22 | −21 | 1   |

#### Grupa D
| Echipa         | MJ | V | E | Î | GM | GP | G  | Pct |
| -------------- | -- | - | - | - | -- | -- | -- | --- |
| Arabia Saudită | 5  | 3 | 2 | 0 | 13 | 4  | +9 | 11  |
| Uzbekistan     | 5  | 3 | 0 | 2 | 12 | 6  | +6 | 9   |
| Singapore      | 5  | 2 | 1 | 2 | 7  | 10 | −3 | 7   |
| Yemen          | 5  | 1 | 2 | 2 | 6  | 11 | −5 | 5   |
| Palestina      | 6  | 1 | 1 | 4 | 3  | 10 | −7 | 4   |

#### Grupa E
| Echipa     | MJ | V | E | Î | GM | GP | G   | Pct |
| ---------- | -- | - | - | - | -- | -- | --- | --- |
| Qatar      | 6  | 5 | 1 | 0 | 16 | 1  | +15 | 16  |
| Oman       | 5  | 4 | 0 | 1 | 11 | 4  | +7  | 12  |
| Afganistan | 5  | 1 | 1 | 3 | 2  | 11 | −9  | 4   |
| India      | 5  | 0 | 3 | 2 | 3  | 5  | −2  | 3   |
| Bangladesh | 5  | 0 | 1 | 4 | 2  | 13 | −11 | 1   |

#### Grupa F
| Echipa      | MJ | V | E | Î | GM | GP | G   | Pct |
| ----------- | -- | - | - | - | -- | -- | --- | --- |
| Japonia     | 6  | 6 | 0 | 0 | 37 | 0  | +37 | 18  |
| Tadjikistan | 6  | 3 | 1 | 2 | 9  | 8  | +1  | 10  |
| Kârgâzstan  | 5  | 2 | 1 | 2 | 10 | 5  | +5  | 7   |
| Myanmar     | 6  | 2 | 0 | 4 | 5  | 23 | −18 | 6   |
| Mongolia    | 7  | 1 | 0 | 6 | 2  | 27 | −25 | 3   |

#### Grupa G
| Echipa                | MJ | V | E | Î | GM | GP | G   | Pct |
| --------------------- | -- | - | - | - | -- | -- | --- | --- |
| Vietnam               | 5  | 3 | 2 | 0 | 5  | 1  | +4  | 11  |
| Malaysia              | 5  | 3 | 0 | 2 | 8  | 6  | +2  | 9   |
| Thailanda             | 5  | 2 | 2 | 1 | 6  | 3  | +3  | 8   |
| Emiratele Arabe Unite | 4  | 2 | 0 | 2 | 8  | 4  | +4  | 6   |
| Indonezia             | 5  | 0 | 0 | 5 | 3  | 16 | −13 | 0   |

#### Grupa H
| Echipa         | MJ | V | E | Î | GM | GP | G   | Pct |
| -------------- | -- | - | - | - | -- | -- | --- | --- |
| Turkmenistan   | 5  | 3 | 0 | 2 | 8  | 5  | +3  | 9   |
| Coreea de Sud  | 4  | 2 | 2 | 0 | 10 | 0  | +10 | 8   |
| Liban          | 5  | 2 | 2 | 1 | 5  | 3  | +2  | 8   |
| Sri Lanka      | 5  | 0 | 0 | 5 | 0  | 16 | −16 | 0   |
| Coreea de Nord | 5  | 2 | 2 | 1 | 4  | 3  | +1  | 8   |